# Pascal Couturier
Pascal Couturier   (Nemours, 4 d'octubre de 1963) és un ex-pilot de trial francès. Durant els anys 80 i començaments dels 90 va ser un dels competidors destacats del Campionat del Món de trial. Entre altres victòries destacades, va guanyar el Trial de les Nacions 4 anys integrant l'equip estatal (1985, 1986, 1988 i 1990). A banda, entre 1992 i 1996 va disputar el Campionat del Japó de trial, guanyant-lo dos anys seguits (1992 i 1993).

## Palmarès
| Any          | Motocicleta  | C. del Món outdoor | C. del Món indoor | TDN | Altres                           | Títols |
| ------------ | ------------ | ------------------ | ----------------- | --- | -------------------------------- | ------ |
| 1983         | Fantic       | 13è                | -                 | -   |                                  | -      |
| 1984         | Beta         | 8è                 | -                 | -   |                                  | -      |
| 1985         | Beta         | 9è                 | -                 | 1r  |                                  | 1      |
| 1986         | JCM          | 8è                 | -                 | 1r  |                                  | 1      |
| 1987         | Merlin       | 6è                 | -                 | 2n  |                                  | -      |
| 1988         | JCM          | 12è                | -                 | 1r  |                                  | 1      |
| 1989         | Montesa      | 11è                | -                 | 3r  |                                  | -      |
| 1990         | Beta         | 10è                | -                 | 1r  |                                  | 1      |
| 1991         | ?            | -                  | -                 | -   |                                  | -      |
| 1992         | Aprilia      | -                  | -                 | -   | Campió del Japó                  | 1      |
| 1993         | Yamaha       | -                  | 14è               | -   | Campió del Japó outdoor i indoor | 2      |
| 1994         | Yamaha       | -                  | 18è               | -   |                                  | -      |
| 1995         | Yamaha       | -                  | -                 | -   |                                  | -      |
| 1996         | Yamaha       | -                  | -                 | -   |                                  | -      |
| Total títols | Total títols | 0                  | 0                 | 4   | 3                                | 7      |

Notes
1. ↑  La classificació consignada a TDN fa referència a la posició final obtinguda per l'equip estatal
2. ↑  Al total de títols s'hi compten tots els campionats estatals o internacionals guanyats, incloent-hi el TDN